# Festa de São João do Porto

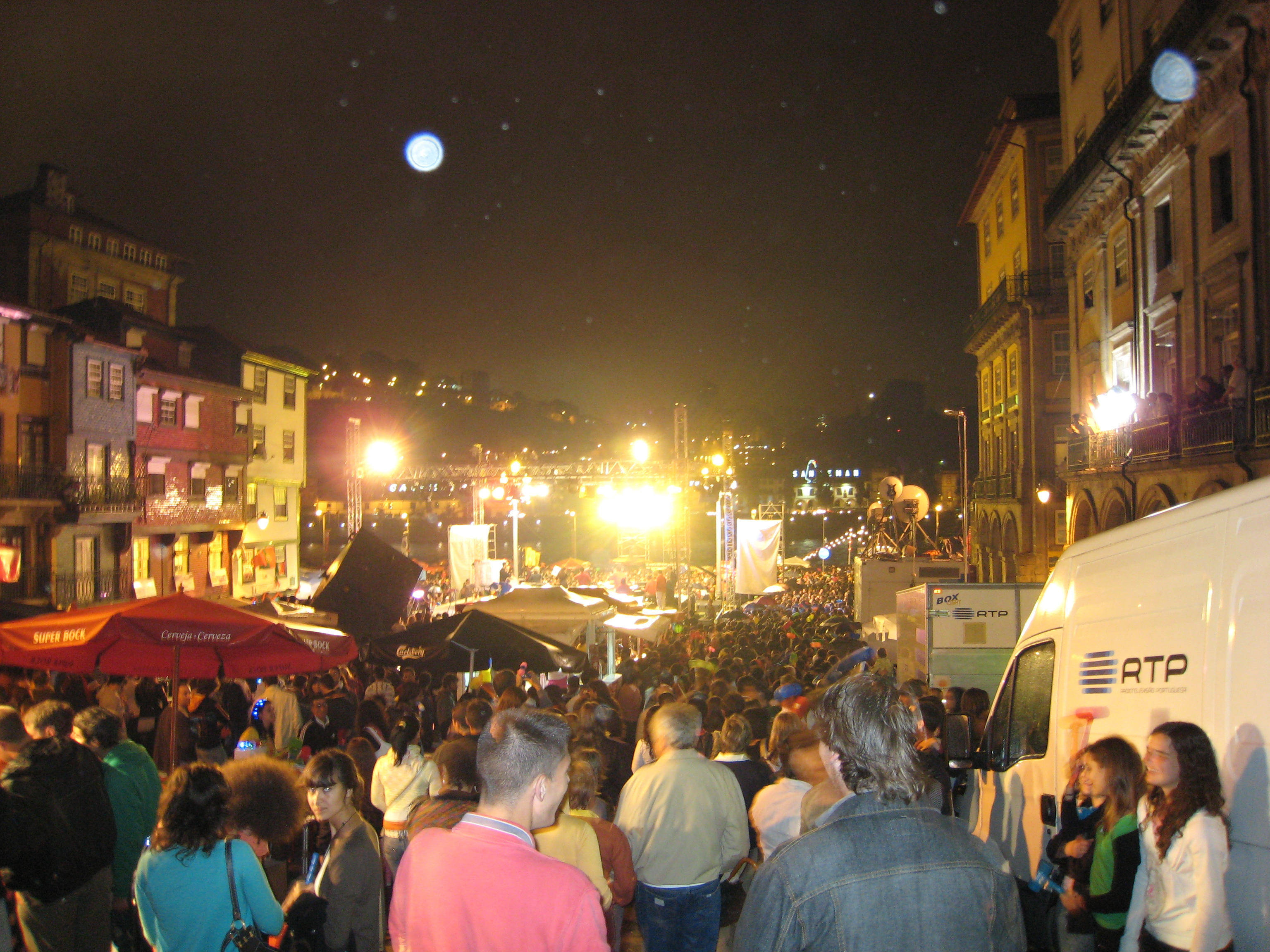
A Praça da Ribeira, no Porto, na noite de São João.

O São João do Porto é uma grande festa popular que tem lugar de 23 para 24 de junho na cidade do Porto, em Portugal.

## História
Oficialmente, trata-se de uma festividade católica em que se celebra o nascimento de São João Batista, que se centra na missa e procissão de São João no dia 24 de junho, mas a festa tem origem no solstício de verão e inicialmente tratava-se de uma festa pagã. As pessoas festejavam a fertilidade, associada à alegria das colheitas e da abundância. Mais tarde, à semelhança do que sucedeu com o entrudo, a Igreja cristianizou essa celebração pagã, atribuindo-lhe São João Batista como padroeiro.
Não se conhece com rigor quando teve início a festa do São João do Porto. Sabe-se, pelos registos do século XIV, já que Fernão Lopes, por essa altura se terá deslocado ao Porto para preparar uma visita do rei, tendo chegado na véspera do São João, deixou escrito na Crónica que era um dia em que se fazia no Porto uma grande festa, descrevendo-a e como era vivida pelas gentes do Porto. No entanto, é muito provável que a festa fosse mais antiga, pois existia uma cantiga da época que dizia até os moiros da moirama festejam o São João.
Era também no dia de São João que a Câmara Municipal do Porto se reunia em Assembleia Magna, que corresponderia à atual Assembleia Municipal, reunião essa realizada no claustro do Mosteiro de São Domingos, pelo seu grande espaço, onde se procedia à eleição dos vereadores e onde se tomavam as decisões mais importantes para a cidade.

## Tradições
Trata-se de uma festa cheia de tradições, das quais se destacam os alhos-porros, usados para bater nas cabeças das pessoas que passam, os ramos de cidreira (e de limonete), usados pelas mulheres para pôr na cara dos homens que passam e o lançamento de balões de ar quente.
Tradicionalmente, o alho-porro era um símbolo fálico da fertilidade masculina e a erva cidreira simbolizava os pelos púbicos femininos. A partir dos anos 70, foram introduzidos os martelos de plástico que se generalizaram. Mas, por essa altura, nas Fontainhas, ainda se vendia, na noite de São João, pão com a forma de falo com dois testículos, atestando claramente as conotações da festa com as antigas festas da fertilidade.
Existem, ainda, os tradicionais saltos sobre as fogueiras espalhadas pela cidade, normalmente nos bairros mais tradicionais; os vasos de manjericos com versos populares são uma presença constante nesta grande festa e o tradicional fogo de artifício, à meia-noite, lançado do meio do rio Douro em barcos especialmente preparados, sendo acompanhado por música num espetáculo multimédia.
Por toda a cidade do Porto, especialmente nos bairros das Fontainhas, de Miragaia e de Massarelos, são numerosos os arraiais populares. Nestes arraiais, normalmente, existem concertos com diversos cantores populares acompanhados, quase sempre, por comida, em especial, o cabrito assado e, mais recentemente, grelhados de carnes e também sardinhas. A festa dura até altas horas da madrugada, quando a maior parte das pessoas regressa a casa. Os mais resistentes, normalmente os mais jovens, percorrem toda a marginal, desde a Ribeira até à Foz do Douro, onde terminam a noite na praia, aguardando o nascer do sol.